# Кур'їнська сільська рада
Ку́р'їнська сільська рада (рос. Курьинский сельский совет) — сільське поселення у складі Ку'їнського району Алтайського краю Росії.
Адміністративний центр та єдиний населений пункт — село Кур'я.

## Населення
Населення — 3239 осіб (2019; 3835 в 2010, 4292 у 2002).